# Napoli Beach Soccer
L'Associazione Sportiva Dilettantistica Napoli Beach Soccer è una società sportiva Italiana di beach soccer della città di Napoli.

## Storia
Nel 2009 la squadra partenopea, alla prima partecipazione al massimo campionato di beach soccer, riuscì nell'impresa di trionfare nella Serie A, competizione promossa e organizzata dalla Lega Nazionale Dilettanti.
Il Napoli, trascinato dal capitano Diego Armando Maradona Junior e dalle reti dell'attaccante Alessandro Tiberi, capocannoniere del torneo con 22 marcature, si qualificò per la finale che avrebbe disputato contro il Milano, allora detentore del record di vittorie nei campionati italiani. L'incontro fu disputato presso l'Agos Beach Stadium di Ostia alla presenza di circa 2000 spettatori.
La stagione 2010 fu piuttosto deludente per il Napoli che, sconfitto nella finale di Supercoppa di Lega contro il Milano e giunto in sesta posizione nel Girone A della Serie A, non riuscì a qualificarsi per la fase finale del torneo.
Nel 2015 partecipò al campionato di Serie B, grazie all'impegno di un gruppo di imprenditori partenopei, assicurandosi il primato in classifica e la promozione diretta in massima serie.
L'annata successiva, coincidente col ritorno in Serie A, si concluse con un quinto posto conquistato nel Girone B, che tuttavia non valse l'accesso ai play-off.
Nella stagione 2017, nonostante una promettente terza posizione ottenuta nel Girone B durante la regular season, il Napoli non riuscì a superare i quarti di finale dei play-off, arrendendosi prima alla Sambenedettese, poi al Livorno nella finale per il 5º-6º posto. La squadra concluse al secondo posto la partecipazione al Torneo di Basilea, organizzato dal Bsc Chargers Baselland, sconfitto in finale dagli spagnoli del Torredembarra. 
Le annate 2018 e 2019 si rivelarono deludenti per la compagine partenopea, che ottenne rispettivamente un quinto (Girone B) ed un ottavo posto (Poule Scudetto) in classifica, non raggiungendo la fase finale della competizione.
Nel 2021, così come accaduto quattro anni prima, il Napoli fermò la propria corsa ai quarti di finale dei play-off, battuto dal Pisa che si aggiudicherà lo scudetto; i partenopei, superando Nettuno e Viareggio, otterranno il 5º posto nella classifica finale della competizione.
La squadra tornerà sul podio nella stagione 2022. Dopo un quarto posto nella Poule Scudetto, supererà durante la Fase Finale la Sambenedettese e il Terracina, ottenendo il terzo posto in Serie A, secondo miglior piazzamento della propria storia.
Primo al termine della Poule Scudetto 2023, il Napoli chiude al quarto posto l'annata seguente, sconfitto dal Catania nelle semifinali play-off e dal Pisa nella finale per il 3º-4º posto.
Nell'ottobre 2023 il Napoli trionfa nella World Winners Cup, competizione mondiale per club, battendo in finale il Riga FC.
Nel 2025, guidata da Franco Palma, la squadra vince la prima Coppa Italia della sua storia, superando in finale il Viareggio per 6 reti a 3. In campionato, invece, raggiunge la terza posizione, sconfitta in semifinale play-off dal Pisa.

## Rosa 2024
| Portieri                                                      |
| ------------------------------------------------------------- |
| 1 Alessio Battini 30 Alessandro Loffredo 33 Emanuele Casolare |

| Giocatori di Movimento |
| --- |
| 2 Giuseppe Guadagno (C) 3 Antonio Bernardo 5 Vincenzo Cuomo 6 Salvatore Sanfilippo 7 Fabio Sciacca 8 Gianfranco Scarparo 9 Emmanuele Zurlo 10 Raffaele Moxedano 11 Paolo Palmacci 19 Lucas Tadeu Azevedo 20 Kuman Santiso 28 Ovidio Alla |

## Palmarès

### Competizioni nazionali
- Campionato di Serie A: 1

2009
- Coppa Italia: 1

2025

### Competizioni internazionali
- World Winners Cup: 1

2023